# Halloween (seria)
Halloween – seria horrorów (slasherów) filmowych produkcji amerykańskiej, zapoczątkowana przez Halloween Johna Carpentera w 1978 roku. We wszystkich częściach, oprócz trzeciej, czarnym charakterem jest Michael Myers, zabijający w brutalny sposób ludzi zbiegły pacjent szpitala psychiatrycznego. Dotychczas nakręcono trzynaście filmów z serii, w tym jeden remake.

## Lista filmów z serii

Infografika przedstawiająca ciągłość wydarzeń w filmach z serii Halloween

- Halloween (Halloween, 1978, reż. John Carpenter). Był to pierwszy film z serii, zrealizowany minimalnym kosztem, który przyniósł twórcom wielki rozgłos, a z ekipy aktorskiej uczynił gwiazdy kina. Dziś uznawany jest za klasyk, a w bazie filmowej The Internet Movie Database posiada jedną z najwyższych średnich wśród filmów grozy, dobiegającą 8,0.
- Halloween 2 (Halloween II, 1981, reż. Rick Rosenthal). Pierwszy sequel Halloween. Zdobył dwie nominacje do prestiżowej nagrody Saturna. Przez liczne grono odbiorców uważany za ostatni dobry film z Michaelem Myersem (lub też jedyną dobrą kontynuację).
- Halloween 3: Sezon czarownic (Halloween III: Season of the Witch, 1982, reż. Tommy Lee Wallace). Trzecia część Halloween, która jako jedyna nie przedstawia wątku Michaela Myersa. Pierwotnie miał to być początek nowej serii filmów Halloween; John Carpenter co roku miał wydawać horrory związane ze świętem duchów, jednak plan nie spodobał się fanom dwóch poprzednich części i należało przywrócić postać psychopaty w białej masce.
- Halloween 4: Powrót Michaela Myersa (Halloween 4: The Return of Michael Myers, 1988, reż. Dwight H. Little)
- Halloween 5: Zemsta Michaela Myersa (Halloween 5: The Revenge of Michael Myers, 1989, reż. Dominique Othenin-Girard)
- Halloween 6: Przekleństwo Michaela Myersa (Halloween 6: The Curse of Michael Myers, 1995, reż. Joe Chappelle)
- Halloween: 20 lat później (Halloween H20, 1998, reż. Steve Miner). Siódma część Halloween, trzeci film z udziałem Jamie Lee Curtis. W kinach film odniósł spory sukces kasowy.
- Halloween: Resurrection (Halloween: Resurrection, 2002, reż. Rick Rosenthal)
- Halloween (Halloween, 2007, reż. Rob Zombie). Remake oryginalnego Halloween w reżyserii muzyka rockowego Roba Zombie.
- Halloween II (Halloween 2, 2009, reż. Rob Zombie). Kolejny film Halloween w reżyserii Roba Zombie. Jest to kontynuacja jego remake'u z 2007 roku.
- Halloween (Halloween, 2018, reż. David Gordon Green). Kontynuacja oryginalnego filmu z 1978 ignorująca wszystkie pozostałe sequele nakręcone po 1978 roku. Jest to pierwszy film Halloween od 1982 współtworzony przez Johna Carpentera – twórcę oryginalnego filmu pod tym samym tytułem. Carpenter został producentem filmu, w którym do swojej roli powróciła Jamie Lee Curtis. Pierwsza część trylogii sequeli Davida Gordona Greena.
- Halloween zabija (Halloween Kills, 2021, reż. David Gordon Green). Kontynuacja filmu z 2018; druga część trylogii sequeli w reżyserii Davida Gordona Greena.
- Halloween. Finał (Halloween Ends, 2022, reż. David Gordon Green). Kontynuacja filmu Halloween zabija z 2021. Ostatnia część trylogii sequeli w reżyserii Davida Gordona Greena.